# Peponium humbertii
Peponium humbertii är en gurkväxtart som beskrevs av Keraudr. Peponium humbertii ingår i släktet Peponium och familjen gurkväxter. Inga underarter finns listade i Catalogue of Life.